# Frangepán család

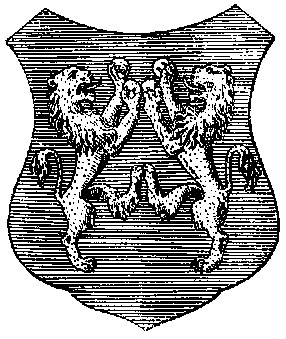
A Frangepán család címere két oroszlánnal

A Frangepán család (horvátul: Frankopan, olaszul: Frangipani) ősi horvát nemesi család, amely a 15. és 17. század között a Zrínyi családdal együtt jelentős szerepet játszott a magyar történelemben. A 12. századtól a 17. századig több generáción át számos világi és egyházi hatalmasságot (bánokat, hadvezéreket és püspököket) adott a horvát népnek.

## Története
A Frangepánok eredete máig sem tisztázott. Sokan megpróbálják kapcsolatba hozni őket a római Frangipánokkal. A család a 12. században Veglia (Krk) szigetét birtokolta a horvát nemzetségi rendszer (zsupánia) keretében. A sziget hűbérura ekkor a Velencei Köztársaság volt, s ők adományozták a családnak a „comes” (gróf) címet. A 12. században Vrbnik (Rovoznik-kastély – Gradec vára) környékén találjuk őket, ám uralmuk kezdete nem ismert eléggé. I. Dujamot (1126 és 1163 között) Veglia első grófjaként mint velencei alattvalót említik. Katonákkal, hajókkal és gabonával látta el a velenceieket. A szigetet fiai I. Bartol és Vid örökölték.
Veglia később egy időre a magyar király fennhatósága alá került és a Frangepánok Horvátországban is kaptak birtokokat (Vinodol és Modrus zsupánia). A Frangepánok a 13. század végén Veglián tartományúri hatalmat gyakoroltak. A sziget közösségével együttműködve 1191-ben megerősítették Vegliát, erődöt építettek, bíróságot és börtönt létesítettek. Dujam harmadik fia, II. Bartol III. Béla magyar király szolgálatába lépett és egy 1193-ból származó átírt oklevél szerint hű szolgálatáért örökségként megkapta Modrus megyét. Cserébe vállalta, hogy seregével szolgálja a királyt, az ország területén 10 páncélossal, azon kívül pedig 4 páncélossal. II. András király 1209-ban és 1223-ban kelt okleveleiben megerősítette a családot Modrus és Vinodol birtokában, , melyet 1251-ben IV. Béla is elismert. Ismeretes, hogy IV. Vid (1257-1259) már a Modrus és Vinodol grófja címet viselte. II. István gróf 1380-ban a szomszédos német nemesek példájára területi katonai szolgálatot szervezett a Tengermelléken és Modrusban.

A Frangepán család régi címere

A vegliai grófok az elsők között kötelezték el magukat az Anjouk magyar trónigényének támogatásására — olyannyira, hogy Már Mária királyné, illetve Martell Károly trónigényét is pártolták. 1291-ben Frangepán Duim (és Babonić Radiszló)még a nápolyi udvarba is elutazott (Csukovits). 1300-ban, amikor a Károly Róbert Spalatóba érkezett, legelső támogatói közt voltak, megalapozva a család további gazdagodását. IV. Miklós grófot egy 1422-ből származó dokumentumban már Frankapannak hívják. Ekkor erősíti meg V. Márton pápa a családnak a római Frangipan nemesi családból feltételezett eredetét. A tőle kapott új címeren két egymás felé emelkedő arany oroszlán tör egy darab kenyeret. Frangepán Miklós horvát-dalmát bánként ekkorra Horvátország leghatalmasabb és legbefolyásosabb nemesi családjának családfőjévé vált.
A Frangepánok birtokai közé tartozott Veglia (a mai Krk szigete) mellett Zengg és vidéke, Gatanska, Vinodol, Modrus, Drežnik megyék Slunjjal, valamint Cetin Klokoč vidékével. Miklósnak tíz fia volt, akik 1432-ben bekövetkezett halála után már nem éltek sokáig egyetértésben. Eltávolodtak és többször összecsaptak egymással. Néhányan a nápolyi királyra, mások a velenceiekre, ismét mások pedig a Habsburgokra támaszkodtak. A családi nézeteltérések 1449-ben egy Modrusban megtartott találkozóhoz vezettek, ahol a testvérek a közös tulajdont nyolc részre osztották, és megalapították a Frangepán nemzetséget. Itt fontos megjegyezni, hogy Frangepán III. István kapta Modrus városát, Terzsán várának egy részét, valamint Vitunj, Grobnik és Dubovac városait és várait. Frangepán IX. Bertalané lett Terzsán másik része, valamint Brinje és Bihács városai. E felosztás után csak Krk szigete (1451-ig), valamint Zengg (1464-ig) maradt közös birtok, melyeken a családtagok együtt gazdálkodtak és jövedelmüket megosztották.
Frangepán III. István, Miklós gróf legidősebb fia, ifjúkorában Zsigmond király szolgálatába állt és egyik legkiválóbb udvaronca lett. A Habsburgokra való támaszkodásának köszönhetően megőrizte az ősi birtokokat, és mint a király tanácsadója és 1443. február 3-án megkapta a pénzverés jogát is. Támogatta Mátyást 1458-ban királlyá választásakor, aki már 1463-ban horvát-dalmát bánná nevezte ki. A pápával való jó viszonyának, valamint a kedvező politikai helyzetnek is köszönhetően sikerült megvalósítania életének álmát, hogy Modrusban püspökséget alapítottak. Így politikai hatalmát a középkori államok mintájára rendezte be. Frangepán X. Bertalan gróf 1474-es halála után Ozaly és Ribnik várai is III. Istvánhoz kerültek, ezért utódai az ozalyi előnevet használták. 1481-ben bekövetkezett halála előtt megkapta a királytól a Modrus, Tržac, Vitunj, Plas, Ključ, Ozaly, Ribnik, Dubovac, Zvečaj, Grobnik, Vinodol (Grižane, Belgrád, Kotor), Drivenik, Hreljin és Bakarac birtokában megerősítő oklevelet.
III. István fia Bernardin gróf rokonsága az uralkodói és a báni családokkal elősegítette hírnevének ismertségét, de nem könnyítette meg az életét. 1460 után a törökök szisztematikusan pusztították a Frangepán-birtokokat, különösen a Bernardin-féle birtokokat, amelyek a leggazdagabbak voltak, és amelyeken át a legrövidebb út vezetett az Ausztriába, Carniolába, Isztriába és Friuliba tartó betörésekhez. Emiatt 1469-ben a grófok a velenceiekhez fordultak segítségért, felajánlva a térségben birtokaikat a védelemért cserébe. Ez arra sarkallta Mátyás királyt, hogy elfoglalja Zengg városát. A király hamarosan elfoglalta Sokolacot, Brinjét, majd 1480-ban Vinodol is a birtokába került. Ezt követően Frangepán VII. János átadta Vegliát a velenceieknek. Az ősi Frangepán birtokokra a végső csapást a törökök mérték, akik városaik és birtokaik nagy részét elfoglalták. Ez arra ösztönözte a család tagjait, hogy erőfeszítéseiket birtokaik védelmére összpontosítsák, és kitűnő politikusokként, diplomatákként és bátor harcosokként jelenjenek meg.
1493-ban részt vettek a korbávmezei csatában, melyben egy Frangepán (IX. János gróf) elesett, egy (VI. Miklós gróf) török fogságba esett, de Bernardin gróf is alig menekült meg a csatából. A vereség után a Frangepánok egyre nehezebben védték meg birtokaikat, ezért fokozatosan felhagyták őket. Tekintettel arra, hogy a keresztény Európa és a magyar király segítsége nem volt elégséges a védelemhez, a Frangepánok néhány horvát nemessel azt fontolgatták, hogy átállnak a törökökhöz, de továbbra is elutasították a konkrét, kedvező ajánlatokat.
A 15. és 16. század fordulóján a Frangepán családnak számos tagja volt (főleg III. István leszármazottai). Legfőbb gondjuk a családi birtokok és a horvát földek megőrzése volt, amelyeket Boszniából török csapatok fosztogattak, illetve a Habsburg tartományok elleni katonai hadjáratok során támadtak meg. 1470-től élete végéig, 1530-ig Bernardin gróf rendszeresen részt vett Horvátország védelmében, de ápolta a horvát nyelvet és a glagolita írást is. Van egy korabeli feljegyzés is, amely arra vonatkozik, hogy lefordították a Bibliát horvátra. Ezt a fordítást ugyan a mai napig nem őrizték meg, de vannak arra utaló jelek, hogy a későbbi protestáns kiadásokban felhasználták. A 16. században a család először került a kihalás szélére. Előbb 1543-ban a cetinai, majd 1572-ben a szluini, és 1577-ben az ozalyi ág is kihalt. Az 1526-os mohácsi csatában a magyar hadsereg veresége után a Frangepánok részt vettek a horvát szábor munkájában, amely 1527-es cetinai ülésén felajánlotta a királyi koronát Habsburg Ferdinándnak.
A család szluini ágából származó utolsó Frangepán, I. Ferenc birtokainak összes jövedelmét várainak és őrségének megerősítésére fordította. Ami a család többi tagját illeti, csak a terzsáni ágnak voltak utódai, ahol családi birtokokat III. György ogulini kapitány igazgatta. Ami Modrust illeti, 1600 után a Frangepánok a birtokfelosztásaiból elkezdték kihagyni, és végvári várrá vált. Modrus sorsa hamarosan a családot is elérte.

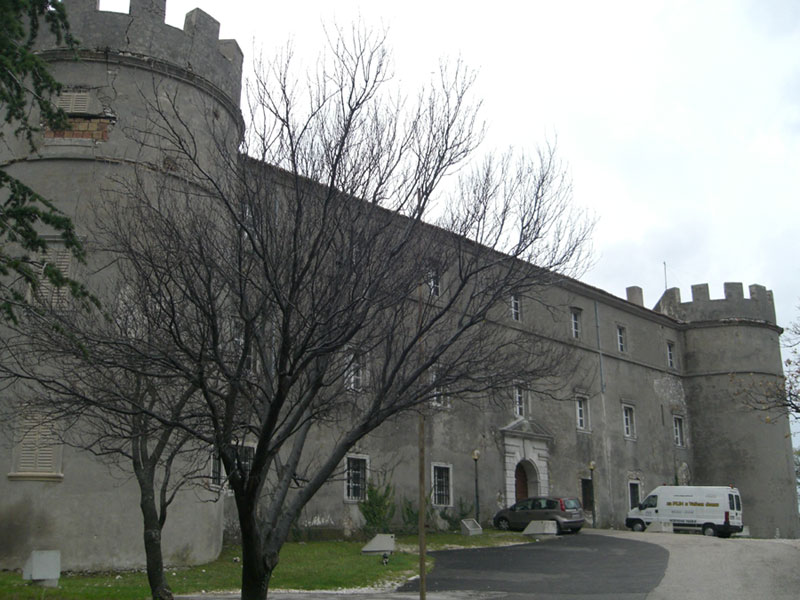
A portoréi Újvár, az ún. Frangepán-kastély

A Frangepánok egyre elégedetlenebbek lettek a törökökkel szembeni Habsburg politikával és a bécsi udvar abszolutista magatartásával, amely a horvát és a magyar nemesek nemzeti öntudatát próbálta megtörni. Zrínyi Péter horvát bán ezért udvarellenes lázadást készített elő, melyhez csatlakozott a család utolsó férfi leszármazottja, Ferenc Kristóf gróf is. A sikertelen szövetségkötések a franciákkal és az oszmánokkal arra kényszerítették őket, hogy 1670-ben fegyverbe hívják a horvát nemességet és a jobbágyokat, de a felkelés már azelőtt abbamaradt, hogy megkezdődött volna. Bécset előzetesen értesítették a felkelők terveiről, ők pedig rájöttek, hogy nincsenek szövetségeseik. Bécsbe utaztak, hogy a császártól kegyelmet kérjenek. Összeesküvőként elfogták és halálra ítélték őket. 1671-ben végezték ki Bécsújhelyen, majd birtokait kifosztották és felégették. A családot Ferenc Kristóf gróf kivégzése végleg kipusztította.
A családnak Portorén volt kastélya. A portoréi Újvárat (Novi grad, vagy Nova Kraljevica), nevezik Frangepán kastélynak is, bár építését 1650-ben Zrínyi Péter kezdte el.

## Jelentősebb családtagok
- Frangepán Duim (? – 1317)
- Frangepán János horvát – dalmát és szlavón bán (1392–93)
- Frangepán Miklós horvát – dalmát bán (1426–1432)
- Frangepán János (ifj.) (? – 1436) horvát–dalmát bán
- Frangepán István horvát – dalmát bán (1433–37)
- Frangepán Gergely (1459 – 1520) magyar katolikus főpap, diplomata
- Frangepán Kristóf (1470 után – 1527) horvát–dalmát–szlavón bán
- Frangepán Beatrix (1480–1510) Corvin János felesége, I. Mátyás király menye
- Frangepán Ferenc (1490 körül – 1543) megyés püspök, főpap, diplomata
- Frangepán Farkas (1499? – 1546) katona
- Frangepán Katalin (16. század) mecénás
- Frangepán Kristóf horvát bán, Frangepán Bernát fia, (Szapolyai János híve 1526–1527)
- Frangepán Ferenc (1540 körül – 1573) horvát bán
- Frangepán Miklós horvát bán (1616 – 1622)
- Frangepán IV. György (1620–1661) hadvezér, Horvátország és a Tengermellék főkapitány helyettese, királyi főudvarmester
- Frangepán Ferenc Kristóf (1643 – 1671) horvát főnemes, a Wesselényi-féle összeesküvés egyik vezetője.
- Frangepán Katalin (1625–1673) (1625 – 1673) Frangepán Ferenc Kristóf nővére, Zrínyi Péter felesége. Zrínyi Ilona anyja. II. Rákóczi Ferenc nagyanyja
- Frangepán Flóra (17. század – 18. század) apáca.